# Claudius James Rich

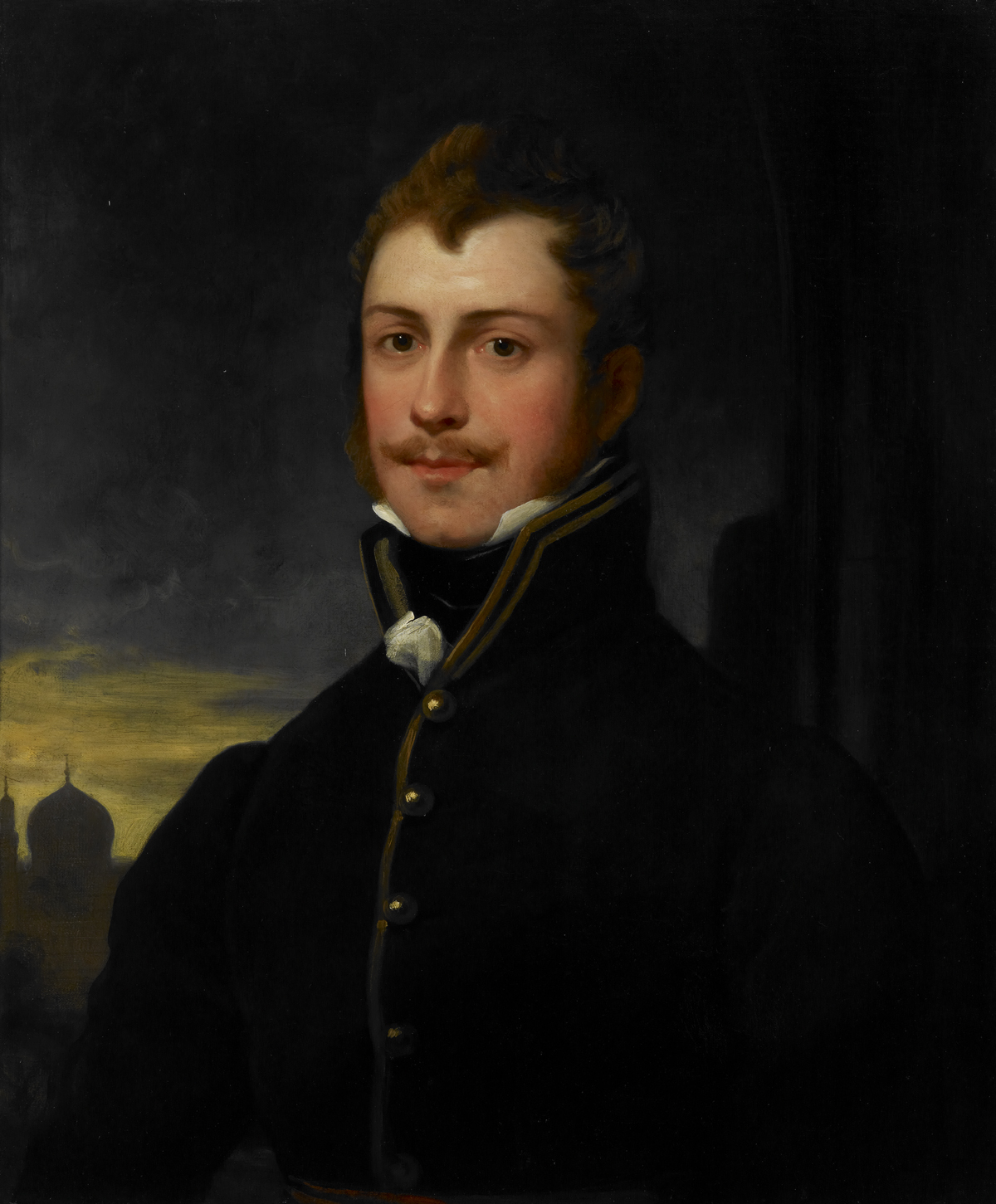
Retrato de Claudius James Rich

Claudius James Rich (cercanías de Dijon, 28 de marzo de 1787 - Shiraz, 5 de octubre de 1821) fue un explorador y viajero británico.

## Biografía
Nacido el 28 de marzo de 1787 cerca de Dijon, Francia, pasó su juventud en Bristol. Su madre probablemente era francesa. Pronto desarrolló un don para los idiomas, llegando a familiarizarse no sólo con el latín y el griego, sino también con el hebreo, sirio, persa, turco y otras lenguas de Oriente. En 1804, Rich viajó a Estambul; Rich ya no volvería a pisar tierras británicas. Permaneció durante algún tiempo en Estambul y Esmirna, perfeccionando su dominio del turco. Más tarde se desplazó a Alejandría como asistente del cónsul-general británico en la ciudad, allí se dedicó al estudio del árabe y sus distintos dialectos, y se convirtió en un especialista en usos y costumbres orientales.

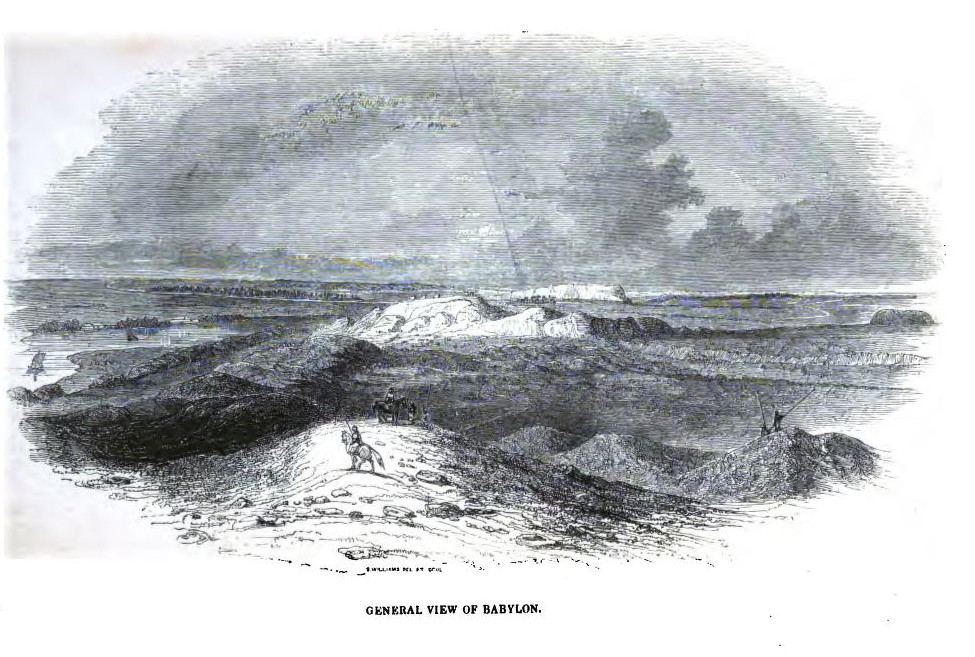
Ilustración de Babilonia

Al dejar Egipto, viajó por tierra al golfo Pérsico, vestido de mameluco. Visitó Damasco, donde logró entrar en la Gran Mezquita sin ser descubierto. En Bombay, adonde llegó en septiembre de 1807, fue invitado de Sir James Mackintosh, con cuya hija mayor se casaría en enero de 1808; después de lo cual partió para instalarse en Bagdad. Exploró las ruinas de Babilonia y proyectó un estudio geográfico y estadístico de la ciudad. Los resultados de su trabajo sobre Babilonia aparecieron primero en la publicación vienesa Fundgruben des Orients, y en 1815 en Inglaterra, bajo el título de Narrative of a Journey to the Site of Babylon in 1811.
Entre 1813 y 1814, Rich pasó un tiempo en Europa y tras su retorno a Bagdad se dedicó al estudio de la geografía de Asia Menor, coleccionando mucha información sobre conventos sirios y caldeos relacionados con los yazidíes. Durante este periodo realizó una segunda investigación en Babilonia, y en 1820 llevó a cabo una amplia expedición marchando desde Bagdad a Kurdistán, de ahí marchó hacia al norte, a Solimania, al entonces al este, a Sinna, hacia el oeste a Nínive y por último descendió por el Tigris de nuevo hasta Bagdad. La narración de este viaje, que contiene los primeros estudios precisos, procedentes de investigación científica, de la topografía y geografía de la región, fue publicada por su viuda con el título de Narrative of a Residence in Koordistan and on the site of Ancient Nineveh (Londres, 1836). En 1821, Rich viajó a Basora, desde donde hizo una excursión a Shiraz, visitando Persépolis y otras ruinas cercanas. Murió a causa de una infección de cólera en Shiraz el 5 de octubre de 1821. Su valiosa colección de manuscritos y monedas fue adquirida por el Museo Británico.